# Psychose und Abhängigkeit
Unter den Konsumenten von legalen und illegalen Drogen bilden schizophren Erkrankte eine bedeutende Gruppe: So findet sich in der Lebenszeitprävalenz bei ca. der Hälfte aller Patienten mit schizophrener Psychose ein komorbider Substanzmissbrauch bzw. -abhängigkeit.
Insbesondere bei Patienten mit einer Erstmanifestation einer schizophrenen Psychose lassen sich bereits Komorbiditätsraten für Substanzmissbrauch oder -abhängigkeit von 22–37 % beschreiben.
Insgesamt lässt sich in dieser Patientengruppe, im Vergleich mit einer Durchschnittspopulation, ein 5-fach bis 10-fach höheres Risiko zur Entwicklung eines Alkoholmissbrauchs und ein 8-fach höheres Risiko zur Entwicklung eines Missbrauchs von einer anderen psychotropen Substanz feststellen.
Bei Patienten mit der Doppeldiagnose schizophrene Psychose und Substanzmissbrauch tritt die schizophrene Symptomatik im Durchschnitt 5 bis 10 Jahre früher auf als bei Patienten ohne Drogenkonsum. Dabei ist der Drogenkonsum, bei entsprechender Disposition, als maßgebliche Bedingung („Trigger“) für den frühen Ausbruch der Psychose anzusehen, wobei enge zeitliche Beziehungen insbesondere zum Konsum von Amphetaminen und Cannabis bestehen.
Soziodemographisch lassen sich Patienten mit dieser Doppeldiagnose als überwiegend männlich, jünger als der Altersdurchschnitt der schizophren Erkrankten, mit geringerer Schulbildung und niedrigem Ausbildungsstand charakterisieren. Bezüglich der konsumierten Substanzen sind schizophren Erkrankte mit entsprechender Doppeldiagnose überwiegend als „normale“ Drogenkonsumenten einzustufen. Das bedeutet, dass Art, Anzahl und Menge der konsumierten Substanzen zu einem großen Anteil über Verfügbarkeit der Droge, vorhandene Geldmittel, Vorlieben der Peer-Group und persönliche Möglichkeiten in der Beschaffung der betreffenden Substanz gesteuert wird. So wird von dieser Patientengruppe im europäischen Raum hauptsächlich Alkohol konsumiert, gefolgt von Cannabis. Betrachtet man allerdings die Altersgruppe der jüngeren Doppeldiagnose-Patienten (< 35 Lebensjahren), so steht der Cannabismissbrauch an erster Stelle.

## Behandlung
Die Behandlung dieser Patientengruppe gestaltet sich überwiegend schwierig, da die Therapie-Compliance in dieser Patientengruppe besonders instabil ist. Hieraus resultiert im Vergleich zu Patienten ohne Drogenproblematik ein ungünstigerer Verlauf der schizophrenen Erkrankung, geprägt von fortgesetztem Drogenkonsum, häufigerem Wiederauftreten der schizophrenen Psychose und mehr stationären Wiederaufnahmen.
Als erfolgversprechend haben sich Behandlungsansätze erwiesen, in denen sich ein Team um beide Erkrankungen kümmert. Dies wird als „integrierte Behandlung“ bezeichnet und hat die sequentielle (zuerst Psychiatrie und dann Suchtklinik) bzw. die parallele Behandlung in psychiatrischen und Sucht-Abteilungen abgelöst. Bislang sind zwei deutschsprachige Manuale erschienen, in denen spezifische Behandlungsansätze bzw. Therapieprogramme für diese Patientengruppe dargestellt sind.